# Усвоение второго языка
Усвое́ние второ́го языка́ (англ. Second-language acquisition) в англоязычных странах рассматривается как самостоятельная дисциплина в рамках прикладной лингвистики, изучающая процесс усвоения человеком второго языка. Второй язык — это язык, который изучается человеком естественным образом или с помощью специального обучения, после освоения родного языка. Термин «усвоение второго языка» может распространяться и на изучение третьего, четвёртого и других языков, так как изучение последующих языков следует по тому же пути. Усвоение второго языка редко приводит к полноценному билингвизму. Усвоение второго языка является процессом приобретения знаний и навыков, а билингвизм является результатом этого сложного и длительного процесса, который в реальных условиях редко осуществляется до конца.

## Общие сведения
«Усвоение второго языка» является довольно новой дисциплиной в рамках прикладной лингвистики. Как и многие другие области лингвистики, усвоение второго языка тесно связано с психологией, когнитивной психологией и образованием. Чтобы отделить обозначение теоретической дисциплины от собственно процесса обучения, для первой используются термины «исследование усвоения второго языка», «изучение второго языка» и «изучение усвоения второго языка». Также в иноязычной литературе встречается термин «усвоение последующего языка».
Исследования в этой области были изначально междисциплинарными, а интерес к процессам освоения языка всегда был традиционным, поэтому определить точное время возникновения дисциплины довольно трудно . Тем не менее в качестве основных в научном изучении усвоения второго языка можно рассматривать две работы: эссе Питера Кордера «Значимость ошибок в обучении» (1967) и статью Ларри Селинкера «Интерязык» (1972). В первые десятилетия 20 века усвоение второго языка оказалось предметом интереса большого количества лингвистических дисциплин и поэтому сегодня изучается с различных точек зрения. При этом двумя основными подходами являются лингвистические теории универсальной грамматики Ноама Хомского и психологические теории: теория усвоения навыков и коннективизм. Крупнейшим теоретиком, выдвинувшим большинство гипотез раннего периода, является Стивен Крашен (большая часть его гипотез была впоследствии опровергнута, но предложенная им терминология оказала значительное влияние на всю дисциплину). Термин «усвоение» (англ. acquisition) первоначально использовался, чтобы подчеркнуть внесознательный, естественный характер процесса усвоения языка (в противоположность сознательному изучению), но в последние годы это противопоставление утратило остроту, и термины «обучение» (англ. learning) и «усвоение» (acquisition) сегодня часто используются как синонимы. Сегодня не существует сколько-нибудь цельной модели усвоения второго языка, а сама эта область является пространством ожесточённых теоретических дискуссий.
Усвоение второго языка можно рассматривать вместе с изучением «языка домашнего наследия» («унаследованного языка», англ. heritage language), который представляет собой ещё одну форму языкового существования, наряду с полноценным билингвизмом. Теоретически разумно рассматривать билингвизм не как процесс, а как конечный результат полного изучения второго языка или двух языков параллельно, однако в сфере образования и психологии многие авторы употребляют термин «билингвизм», имея в виду все формы многоязычия.

## Способности к языку
Способности к иностранным языкам — это комплекс способностей, обеспечивающих овладение прежде всего языковыми механизмами (фонетика, грамматика, лексика) и видами речевой деятельности (чтение, письмо, говорение, аудирование). Языковые способности являются специфическим психофизиологическим механизмом, формирующимся на основе нейрофизиологических предпосылок. Развитие языковых способностей происходит на основе накопления речевого опыта, в результате деятельности и под влиянием социальных воздействий.

### Когнитивные способности
Американские учёные Джон Б. Кэрролл и Стэнли Сапон выделили четыре группы специальных когнитивных способностей, лежащих в основе успешного усвоения иностранного языка:
- Способность к фонетическому кодированию (англ. phonetic coding ability) — восприятие звуков иностранного языка и звуковых форм слов и выражений, их «кодировка» в долговременной памяти и воспроизведение по необходимости.
- Грамматическая чувствительность (англ. grammatical sensitivity) — способность воспринимать грамматические отношения в иностранном языке и понимать роль грамматики в порождении и переводе высказываний и предложений.
- Механическая ассоциативная память (англ. rote associational) — необходима для усвоения большого количества произвольных связей между словами и их значениями, которые необходимо освоить.
- Индуктивная способность (англ. inductive ability) — общая когнитивная способность, способность видеть и выводить правила, управляющие формированием паттернов стимулов.

англ. 
Таким образом, способности к языку определяются как минимум уровнем когнитивных способностей, вербального интеллекта, способностей продуктивной и репродуктивной речевой деятельности.

### Уровни языковых способностей

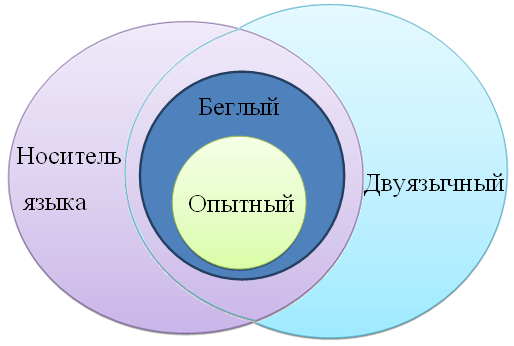
Схема уровней языковых способностей

Границы между уровнями языковых способностей довольно размыты. Термины, используемые для определения языковых способностей, не являются строгими и часто употребляются довольно вольно. Наиболее распространёнными являются следующие уровни.
- Носитель языка. Этот термин соответствует владению родным языком. Уровень владения языком является идеальным по причине того, что используемый язык является первым и/или лучшим. На родном языке происходит формирование мышления.
- Беглое владение подразумевает свободное, почти родное использование языка, однако язык может быть не первым. Уровень может быть достигнут углублённым, расширенным изучением языка или полным языковым погружением.
- Опытный говорящий. Возвращаясь к словарю «опытный» означает хорошо продвинутый в своём роде занятий, искусстве или научной отрасли. С точки зрения языка, «опытный» рассматривается как квалифицированный специалист в данной области использования языка, но при этом знание языка ниже чем на уровнях «носитель языка» и «беглый».
- Билингв, трилингв и т. д. Под этими терминами понимается знание двух, трех языков на высоком уровне. Если владения языками кроме родного ниже уровня «беглый», то нельзя говорить о знании нескольких языков.

### Факторы
Специалисты по лингводидактике и преподаванию иностранных языков называют факторы, которые прямо или косвенно свидетельствуют о наличии способностей к языку:
- равномерно распределённые способности к математике, родному языку и литературе как предметам обучения;
- способности к пению и музыкальный слух;
- способности к пародированию;
- хорошая память;
- быстрый естественный темп речи;
- беглость чтения на родном языке;
- общее развитие речи (хорошая дикция, умение рассказывать и пересказывать, говорить длинными развёрнутыми предложениями, быстрая речевая реакция на вопросы);
- возрастной фактор (с увеличением возраста ослабевают языковые способности, пик приходится на возраст 10—12 лет);
- гендерный фактор (девочек, способных к языку, больше, чем мальчиков).

## Усвоение второго языка в сравнении с усвоением родного
Путь, который проходят взрослые, осваивающие иностранный язык, во многих отношениях отличается от усвоения родного языка в детстве. Очень немногие взрослые способны достичь уровня компетенции, свойственного носителям языка, хотя многие дети, начав изучение второго или третьего языка в раннем возрасте, в принципе способны освоить язык в совершенстве, что, однако, встречается нечасто из-за прерванного или отложенного обучения, отсутствия контакта со средой, фоссилизации и других факторов.
В речи изучающих иностранные языки часто встречаются особенности и ошибки, которые возникают под влиянием родного: например, у испанцев, в отличие от французов, обнаруживается тенденция к опущению формальных подлежащих в английской речи (Is raining вместо It is raining), так как это нормально в испанском языке. Такое влияние родного языка на изучаемый иностранный известно под названием интерференция. Менее заметно и поэтому менее известно противоположное явление — влияние изучаемого иностранного языка на родной, хотя оно может проявляться на разных языковых уровнях — от просодии и артикуляционной фонетики до синтаксиса и невербальной аранжировки коммуникации. Замечено, что французы, говорящие по-английски, произносят /t/ иначе, чем франкофоны-монолингвы, причём появление этой черты отмечается уже на ранних стадиях освоения английского. Такие эффекты влияния второго языка на первый подтолкнули Вивьен Кук (Vivian Cook) к идее «множественной компетенции» (multi-competence), согласно которой разные языки, которыми в той или иной степени владеет человек, не представляют собой автономные модули, а образуют в его сознании сложно устроенную и взаимосвязанную полисистему.

## Интерязык
Интерязык (англ. interlanguage), или «язык обучающегося» (англ. learners' language), — это динамическая форма языка, формирующаяся в сознании человека, изучающего иностранный язык (L2), но ещё не достигшего полноценного владения. Интерязык манифестируется в устной и письменной речевой продукции, которая является основным материалом для теорий усвоения второго языка, так как инструментальные методы (например, томография) до сих пор используются в этой области редко.
Изначально попытки описания «языка обучающегося» были основаны на контрастивном анализе и на анализе ошибок, однако эти подходы не обладали достаточной предсказательной силой, чтобы объяснить и предугадать все ошибки, которые реально допускаются в процессе усвоения второго языка. Например, носители сербского языка, изучающие английский, могут сказать What does Pat doing now?, несмотря на отсутствие предложений такой грамматической организации и в сербском, и в английском.